# Lista comunelor din Cantal
Aceasta este lista celor 260 de comune din Cantal  din Franța.
- (CAA)     Comunitatea aglomerării Bassin d'Aurillac
- (CCC)     Communauté de communes du Cézallier
- (CCCA)    Communauté de communes de Caldaguès-Aubrac
- (CCACGC)  Communauté de communes de l'agglomération de Cère et Goul en Carladès
- (CCCR)    Communauté de communes entre Cère et Rance
- (CCHC)    Communauté de communes de la Haute-Châtaigneraie
- (CCM)     Communauté de communes de Montsalvy
- (CCMT)    Communauté de communes Margeride-Truyère
- (CCP)     Communauté de communes de la Planèze
- (CCPG)    Communauté de communes du Pays de Gentiane
- (CCPMas)  Communauté de communes du Pays de Massiac
- (CCPMauc) Communauté de communes du Pays de Mauriac
- (CCPMaus) Communauté de communes du Pays de Maurs
- (CCPMu)   Communauté de communes du Pays de Murat
- (CCPP)    Communauté de communes du Pays de Pierrefort
- (CCPS)    Communauté de communes du Pays de Salers
- (CCPSF)   Communauté de communes du Pays de Saint-Flour
- (CCSA)    Communauté de communes Sumène Artense

| INSEE | Cod poștal | Comuna                          |
| ----- | ---------- | ------------------------------- |
| 15025 | 15300      | Albepierre-Bredons (CCPMu)      |
| 15001 | 15160      | Allanche (CCC)                  |
| 15002 | 15100      | Alleuze (CCPSF)                 |
| 15003 | 15700      | Ally (CCPS)                     |
| 15004 | 15100      | Andelat (CCP)                   |
| 15005 | 15100      | Anglards-de-Saint-Flour (CCPSF) |
| 15006 | 15380      | Anglards-de-Salers (CCPS)       |
| 15007 | 15110      | Anterrieux (CCCA)               |
| 15008 | 15240      | Antignac                        |
| 15009 | 15400      | Apchon (CCPG)                   |
| 15010 | 15200      | Arches (CCPMauc)                |
| 15011 | 15150      | Arnac                           |
| 15012 | 15130      | Arpajon-sur-Cère (CABA)         |
| 15013 | 15500      | Auriac-l'Église (CCPMas)        |
| 15014 | 15000      | Aurillac (CABA)                 |
| 15015 | 15240      | Auzers (CCPMauc)                |
| 15016 | 15250      | Ayrens (CABA)                   |
| 15017 | 15800      | Badailhac                       |
| 15018 | 15700      | Barriac-les-Bosquets (CCPS)     |
| 15019 | 15240      | Bassignac                       |
| 15020 | 15270      | Beaulieu                        |
| 15269 | 15140      | Besse (CCPS)                    |
| 15021 | 15600      | Boisset (CCPMaus)               |
| 15022 | 15500      | Bonnac (CCPMas)                 |
| 15024 | 15700      | Brageac (CCPS)                  |
| 15026 | 15230      | Brezons (CCPP)                  |
| 15027 | 15340      | Calvinet                        |
| 15028 | 15130      | Carlat                          |
| 15029 | 15340      | Cassaniouze                     |
| 15030 | 15290      | Cayrols                         |
| 15031 | 15170      | Celles (CCPMu)                  |
| 15032 | 15500      | Celoux (CCPMas)                 |
| 15033 | 15230      | Cézens (CCPP)                   |
| 15034 | 15320      | Chaliers (CCMT)                 |
| 15035 | 15170      | Chalinargues (CCPMu)            |
| 15036 | 15200      | Chalvignac                      |
| 15037 | 15350      | Champagnac                      |
| 15038 | 15270      | Champs-sur-Tarentaine-Marchal   |
| 15040 | 15190      | Chanterelle (CCC)               |
| 15041 | 15300      | La Chapelle-d'Alagnon (CCPMu)   |
| 15042 | 15500      | La Chapelle-Laurent (CCPMas)    |
| 15043 | 15500      | Charmensac (CCC)                |
| 15044 | 15300      | Chastel-sur-Murat (CCPMu)       |
| 15045 | 15110      | Chaudes-Aigues (CCCA)           |
| 15046 | 15700      | Chaussenac (CCPS)               |
| 15047 | 15300      | Chavagnac (CCPMu)               |
| 15048 | 15500      | Chazelles (CCMT)                |
| 15049 | 15400      | Cheylade (CCPG)                 |
| 15050 | 15400      | Le Claux (CCPG)                 |
| 15051 | 15320      | Clavières (CCMT)                |
| 15052 | 15400      | Collandres (CCPG)               |
| 15053 | 15170      | Coltines (CCP)                  |
| 15054 | 15190      | Condat (CCC)                    |
| 15055 | 15100      | Coren (CCPSF)                   |
| 15056 | 15250      | Crandelles (CABA)               |
| 15057 | 15150      | Cros-de-Montvert                |
| 15058 | 15130      | Cros-de-Ronesque                |
| 15059 | 15430      | Cussac                          |
| 15060 | 15110      | Deux-Verges                     |
| 15061 | 15300      | Dienne (CCPMu)                  |
| 15063 | 15140      | Drugeac                         |
| 15064 | 15700      | Escorailles (CCPS)              |
| 15065 | 15110      | Espinasse                       |
| 15066 | 15380      | Le Falgoux (CCPS)               |
| 15067 | 15140      | Le Fau (CCPS)                   |
| 15068 | 15320      | Faverolles (CCMT)               |
| 15069 | 15170      | Ferrières-Saint-Mary (CCPMas)   |
| 15070 | 15140      | Fontanges (CCPS)                |
| 15071 | 15600      | Fournoulès (CCPMaus)            |
| 15072 | 15310      | Freix-Anglards (CCPS)           |
| 15073 | 15110      | Fridefont (CCCA)                |
| 15074 | 15130      | Giou-de-Mamou (CABA)            |
| 15075 | 15310      | Girgols (CCPS)                  |
| 15076 | 15150      | Glénat                          |
| 15077 | 15230      | Gourdièges (CCPP)               |
| 15078 | 15110      | Jabrun (CCCA)                   |
| 15079 | 15200      | Jaleyrac (CCPMauc)              |
| 15080 | 15170      | Joursac (CCC)                   |
| 15081 | 15800      | Jou-sous-Monjou                 |
| 15082 | 15120      | Junhac                          |
| 15083 | 15250      | Jussac (CABA)                   |
| 15084 | 15120      | Labesserette                    |
| 15085 | 15130      | Labrousse                       |
| 15086 | 15230      | Lacapelle-Barrès (CCPP)         |
| 15087 | 15120      | Lacapelle-del-Fraisse           |
| 15088 | 15150      | Lacapelle-Viescamp              |
| 15089 | 15120      | Ladinhac                        |
| 15090 | 15130      | Lafeuillade-en-Vézie            |
| 15091 | 15160      | Landeyrat (CCC)                 |
| 15092 | 15270      | Lanobre                         |
| 15093 | 15120      | Lapeyrugue                      |
| 15094 | 15150      | Laroquebrou                     |
| 15095 | 15250      | Laroquevieille (CABA)           |
| 15096 | 15590      | Lascelle (CABA)                 |
| 15097 | 15500      | Lastic (CCPSF)                  |
| 15098 | 15500      | Laurie (CCPMas)                 |
| 15099 | 15260      | Lavastrie                       |
| 15100 | 15300      | Laveissenet (CCPMu)             |
| 15101 | 15300      | Laveissière (CCPMu)             |
| 15102 | 15300      | Lavigerie (CCPMu)               |
| 15103 | 15120      | Leucamp                         |
| 15104 | 15600      | Leynhac (CCPMaus)               |
| 15105 | 43450      | Leyvaux (CCPMas)                |
| 15106 | 15110      | Lieutadès                       |
| 15107 | 15320      | Lorcières (CCMT)                |
| 15108 | 15320      | Loubaresse (CCMT)               |
| 15110 | 15190      | Lugarde (CCC)                   |
| 15111 | 15210      | Madic                           |
| 15112 | 15230      | Malbo (CCPP)                    |
| 15113 | 15590      | Mandailles-Saint-Julien (CABA)  |
| 15114 | 15190      | Marcenat (CCC)                  |
| 15116 | 15400      | Marchastel (CCPG)               |
| 15117 | 15220      | Marcolès                        |
| 15118 | 15250      | Marmanhac (CABA)                |
| 15119 | 15500      | Massiac (CCPMas)                |
| 15120 | 15200      | Mauriac (CCPMauc)               |
| 15121 | 15110      | Maurines (CCCA)                 |
| 15122 | 15600      | Maurs (CCPMaus)                 |
| 15123 | 15200      | Méallet (CCPMauc)               |
| 15124 | 15400      | Menet (CCPG)                    |
| 15125 | 15100      | Mentières (CCPSF)               |
| 15126 | 15500      | Molèdes (CCPMas)                |
| 15127 | 15500      | Molompize (CCPMas)              |
| 15128 | 15240      | La Monselie                     |
| 15129 | 15190      | Montboudif (CCC)                |
| 15130 | 15100      | Montchamp (CCPSF)               |
| 15131 | 15240      | Le Monteil                      |
| 15132 | 15190      | Montgreleix (CCC)               |
| 15133 | 15600      | Montmurat                       |
| 15134 | 15120      | Montsalvy                       |

| INSEE | Cod poștal | Comuna                              |
| ----- | ---------- | ----------------------------------- |
| 15135 | 15150      | Montvert                            |
| 15136 | 15340      | Mourjou (CCPMaus)                   |
| 15137 | 15380      | Moussages                           |
| 15138 | 15300      | Murat (CCPMu)                       |
| 15139 | 15230      | Narnhac (CCPP)                      |
| 15140 | 15250      | Naucelles (CABA)                    |
| 15141 | 15170      | Neussargues-Moissac (CCPMu)         |
| 15142 | 15260      | Neuvéglise                          |
| 15143 | 15150      | Nieudan                             |
| 15144 | 15290      | Omps                                |
| 15145 | 15260      | Oradour (CCPP )                     |
| 15146 | 15800      | Pailherols                          |
| 15147 | 15290      | Parlan                              |
| 15148 | 15430      | Paulhac (CCPSF)                     |
| 15149 | 15230      | Paulhenc                            |
| 15150 | 15290      | Pers                                |
| 15151 | 15170      | Peyrusse (CCC)                      |
| 15152 | 15230      | Pierrefort (CCPP)                   |
| 15153 | 15700      | Pleaux (CCPS)                       |
| 15154 | 15800      | Polminhac                           |
| 15155 | 15160      | Pradiers (CCC)                      |
| 15156 | 15130      | Prunet                              |
| 15157 | 15600      | Quézac (CCPMaus)                    |
| 15158 | 15500      | Rageade (CCPMas)                    |
| 15159 | 15800      | Raulhac                             |
| 15160 | 15250      | Reilhac (CABA)                      |
| 15161 | 15170      | Rézentières (CCP)                   |
| 15162 | 15400      | Riom-ès-Montagnes (CCPG)            |
| 15163 | 15220      | Roannes-Saint-Mary                  |
| 15164 | 15100      | Roffiac (CCPSF)                     |
| 15165 | 15150      | Rouffiac                            |
| 15268 | 15290      | Le Rouget                           |
| 15166 | 15290      | Roumégoux                           |
| 15167 | 15600      | Rouziers (CCPMaus)                  |
| 15168 | 15320      | Ruynes-en-Margeride (CCMT)          |
| 15169 | 15240      | Saignes                             |
| 15170 | 15190      | Saint-Amandin (CCPG)                |
| 15172 | 15220      | Saint-Antoine (CCPMaus)             |
| 15173 | 15190      | Saint-Bonnet-de-Condat (CCC)        |
| 15174 | 15140      | Saint-Bonnet-de-Salers (CCPS)       |
| 15175 | 15310      | Saint-Cernin (CCPS)                 |
| 15176 | 15140      | Saint-Chamant (CCPS)                |
| 15178 | 15590      | Saint-Cirgues-de-Jordanne (CABA)    |
| 15179 | 15140      | Saint-Cirgues-de-Malbert (CCPS)     |
| 15180 | 15800      | Saint-Clément                       |
| 15181 | 15600      | Saint-Constant (CCPMaus)            |
| 15171 | 15170      | Sainte-Anastasie (CCC)              |
| 15186 | 15140      | Sainte-Eulalie (CCPS)               |
| 15198 | 15230      | Sainte-Marie (CCPP)                 |
| 15182 | 15150      | Saint-Étienne-Cantalès              |
| 15183 | 15130      | Saint-Étienne-de-Carlat             |
| 15185 | 15400      | Saint-Étienne-de-Chomeil            |
| 15184 | 15600      | Saint-Étienne-de-Maurs (CCPMaus)    |
| 15187 | 15100      | Saint-Flour (CCPSF)                 |
| 15188 | 15100      | Saint-Georges (CCPSF)               |
| 15189 | 15150      | Saint-Gérons                        |
| 15190 | 15400      | Saint-Hippolyte (CCPG)              |
| 15191 | 15310      | Saint-Illide (CCPS)                 |
| 15192 | 15800      | Saint-Jacques-des-Blats             |
| 15194 | 15600      | Saint-Julien-de-Toursac (CCPMaus)   |
| 15195 | 15320      | Saint-Just (CCMT)                   |
| 15196 | 15220      | Saint-Mamet-la-Salvetat             |
| 15197 | 15320      | Saint-Marc (CCMT)                   |
| 15199 | 15110      | Saint-Martial                       |
| 15200 | 15140      | Saint-Martin-Cantalès (CCPS)        |
| 15201 | 15230      | Saint-Martin-sous-Vigouroux (CCPP)  |
| 15202 | 15140      | Saint-Martin-Valmeroux (CCPS)       |
| 15203 | 15500      | Saint-Mary-le-Plain (CCPMas)        |
| 15205 | 15140      | Saint-Paul-de-Salers (CCPS)         |
| 15204 | 15250      | Saint-Paul-des-Landes (CABA)        |
| 15206 | 15350      | Saint-Pierre                        |
| 15207 | 15500      | Saint-Poncy (CCPMas)                |
| 15208 | 15140      | Saint-Projet-de-Salers (CCPS)       |
| 15209 | 15110      | Saint-Rémy-de-Chaudes-Aigues (CCCA) |
| 15211 | 15150      | Saint-Santin-Cantalès               |
| 15212 | 15600      | Saint-Santin-de-Maurs (CCPMaus)     |
| 15213 | 15190      | Saint-Saturnin                      |
| 15214 | 15290      | Saint-Saury                         |
| 15215 | 15130      | Saint-Simon (CABA)                  |
| 15216 | 15110      | Saint-Urcize (CCCA)                 |
| 15217 | 15150      | Saint-Victor                        |
| 15218 | 15380      | Saint-Vincent-de-Salers (CCPMauc)   |
| 15219 | 15140      | Salers (CCPS)                       |
| 15220 | 15200      | Salins                              |
| 15221 | 15130      | Sansac-de-Marmiesse (CABA)          |
| 15222 | 15120      | Sansac-Veinazès                     |
| 15223 | 15240      | Sauvat                              |
| 15224 | 15290      | La Ségalassière                     |
| 15225 | 15300      | Ségur-les-Villas (CCC)              |
| 15226 | 15340      | Sénezergues                         |
| 15227 | 15100      | Sériers (CCPSF)                     |
| 15228 | 15150      | Siran                               |
| 15229 | 15100      | Soulages (CCMT)                     |
| 15230 | 15200      | Sourniac (CCPMauc)                  |
| 15231 | 15170      | Talizat (CCP)                       |
| 15232 | 15100      | Tanavelle (CCPSF)                   |
| 15233 | 15250      | Teissières-de-Cornet (CABA)         |
| 15234 | 15130      | Teissières-lès-Bouliès              |
| 15235 | 15100      | Les Ternes                          |
| 15236 | 15800      | Thiézac                             |
| 15237 | 15100      | Tiviers (CCPSF)                     |
| 15238 | 15310      | Tournemire (CCPS)                   |
| 15240 | 15270      | Trémouille                          |
| 15241 | 15110      | La Trinitat                         |
| 15242 | 15600      | Le Trioulou                         |
| 15243 | 15400      | Trizac (CCPG)                       |
| 15244 | 15300      | Ussel (CCP)                         |
| 15245 | 15100      | Vabres (CCMT)                       |
| 15246 | 15400      | Valette (CCPG)                      |
| 15247 | 15170      | Valjouze (CCPMas)                   |
| 15248 | 15300      | Valuéjols (CCP)                     |
| 15249 | 15380      | Le Vaulmier                         |
| 15250 | 15240      | Vebret                              |
| 15251 | 15100      | Védrines-Saint-Loup (CCMT)          |
| 15252 | 15590      | Velzic (CABA)                       |
| 15253 | 15160      | Vernols (CCC)                       |
| 15254 | 15350      | Veyrières                           |
| 15255 | 15130      | Vézac (CABA)                        |
| 15256 | 15160      | Vèze (CCC)                          |
| 15257 | 15130      | Vezels-Roussy                       |
| 15258 | 15800      | Vic-sur-Cère                        |
| 15259 | 15500      | Vieillespesse (CCPSF)               |
| 15260 | 15120      | Vieillevie                          |
| 15261 | 15200      | Le Vigean (CCPMauc)                 |
| 15262 | 15100      | Villedieu                           |
| 15263 | 15300      | Virargues (CCPMu)                   |
| 15264 | 15220      | Vitrac                              |
| 15265 | 15210      | Ydes                                |
| 15266 | 15130      | Yolet (CABA)                        |
| 15267 | 15130      | Ytrac (CABA)                        |